# Vittorio Monti
Vittorio Monti (Nápoles, 6 de janeiro de 1868 – 20 de junho de 1922) foi um compositor, maestro e violinista italiano. Já conduziu a orquestra Orchestre Lamoureux, de Paris. Seu trabalho mais famoso é o "Csárdás" escritos por volta de 1904 e tocados por quase todas as orquestras ciganas.
Monti nasceu em Nápoles, onde estudou violino e composição no Conservatorio di San Pietro a Majella. Por volta de 1900 ele recebeu uma atribuição como o condutor para a Orquestra Lamoureux, em Paris, onde escreveu vários balés e operetas, por exemplo, Noël de Pierrot. Ele também escreveu um método para o bandolim Petite Méthode pour Mandoline, 98049, no qual incluiu algumas de suas próprias obras, Perle Brillante, Dans Una Gondola e Au Petit Jour.